# 밀러드 J. 에릭슨

밀라드 J. 에릭슨(Millard J. Erickson, 1932년 ~ )은 미국의 침례교 조직신학자이다. 현재 미국 Southern Baptist Theological Seminary에서 신학 교수로 재직하고 있다.
'조직신학개론'을 편찬 한 것으로 유명하며, 그 외에도 신학 전공자와 일반 교인들을 위한 책들을 여러 권 썼다. 저서로는 Christian Theology, An Introduction to Christian Doctrine, The Word Became Flesh등이 있다. 그의 신학은 온건한 칼빈주의에 기초하여 보수주의 신학자들의 신학사상을 잘 소화하여 소개하여 성경 본문해석에 충실함으로써, 현대적이면서도 균형감각이 탁월하다는 평가를 받는다.